# Djaoro-Moné
Djaoro-Moné est un village de la commune de Djohong situé dans la région de l'Adamaoua et le département du Mbéré au Cameroun.

## Population
En 1967, Djaoro-Moné comptait 287 habitants, principalement Bororos. Lors du recensement de 2005, 1 022 personnes y ont été dénombrées.